# Rhododendron gemmiferum
Rhododendron gemmiferum là một loài thực vật có hoa trong họ Thạch nam. Loài này được M.N. Philipson & Philipson miêu tả khoa học đầu tiên năm 1975.